# Укеїр
Укеїр (араб. عقير, Uqair) — стародавній форт на узбережжі Перської затоки у в провінції Еш-Шаркійя Саудівської Аравії.
За поширеною версією, збудований на місці античного міста Герра — торгівельного центру на «шляху прянощів», залишки якого не знайдені й досі. У середньовіччі на місці Герри існувало мусульманське поселення, яке занепало з приходом колонізаторів-португальців.
Нинішня будівля форту зведена вже за нового часу. В километрі від форту знаходяться залишки вежі-обсерваторії, а навпроти — закинута будівля морської пристані.
У 1922 році Укейр став місцем проведення конференції з врегулювання прикордонних питань між Недждом (теперішньою Саудівською Аравією) з одного боку, і Іраком та Кувейтом — з іншого.